# Strasseria geniculata
Strasseria geniculata är en svampart som först beskrevs av Berk. & Broome, och fick sitt nu gällande namn av Franz Xaver von Höhnel 1919. Strasseria geniculata ingår i släktet Strasseria, divisionen sporsäcksvampar och riket svampar.   Inga underarter finns listade i Catalogue of Life.